# Daisies (singolo)
Daisies è un singolo della cantante statunitense Katy Perry, pubblicato il 15 maggio 2020 come terzo estratto dal sesto album in studio Smile.

## Pubblicazione
La cantante ha annunciato copertina e titolo del brano il 7 maggio 2020 tramite i suoi profili social. Il 29 maggio successivo ne è stato pubblicato un remix curato dal DJ statunitense MK.

## Descrizione
Daisies è composto in chiave Fa diesis maggiore ed ha un tempo di 122 battiti per minuto.

## Promozione
L'interprete ha tenuto la prima esibizione dal vivo della canzone durante una live su Amazon lo stesso giorno della pubblicazione. Il debutto televisivo del brano è invece avvenuto durante la finale della 18ª stagione di American Idol il 17 maggio 2020 attraverso una nuova tecnologia VR, cioè "a realtà aumentata", mai utilizzata da nessuno prima di lei per una performance in diretta live televisiva. Il 22 maggio l'ha presentato a Good Morning America.

## Accoglienza
Scrivendo per Slant, Alexa Camp ha definito il singolo una "ballata atmosferica". Brittany Spanos del Rolling Stone lo ha descritto come un brano "di grande potenza e luminosità". Chuck Arnold del New York Post ha affermato che Daisies "è la miglior canzone della cantante dall'album Prism".

## Video musicale
Il video musicale, uscito in concomitanza con il singolo, è stato diretto da Liza Voloshin.

## Tracce
Testi e musiche di Katy Perry, Jonathan Bellion, Jacob Kasher Hindlin, Michael Pollack, Jordan K. Johnson e Stefan Johnson.
Download digitale
1. Daisies – 2:54

7"
- Lato A

1. Daisies

- Lato B

1. Daisies (Instrumental)

## Formazione
- Katy Perry – voce, testo e musica
- The Monsters & Strangerz – produzione, assistenza tecnica, produzione vocale
- Jonathon Bellion – testo e musica, coro
- Rachel Findlen – ingegneria del suono
- John Hanes – assistenza al missaggio
- Jacob Kasher Hindlin – testo e musica
- Jordan K. Johnson – testo e musica
- Stefan Johnson – testo e musica
- Dave Kutch – assistenza al mastering
- Michael Pollack – testo e musica, chitarra
- Pierre-Luc Rioux – chitarra
- Gian Stone – produzione vocale

## Successo commerciale
Nella Billboard Hot 100 Daisies ha debuttato in 40ª posizione, regalando alla Perry la sua venticinquesima top forty in madrepatria. Nella Official Singles Chart britannica ha esordito alla 37º posto con 11 591 unità vendute durante i suoi primi sette giorni di disponibilità, diventando la trentunesima top seventy-five della cantante.

## Classifiche
| Classifica (2020) | Posizione massima |
| ----------------- | ----------------- |
| Australia         | 37                |
| Austria           | 64                |
| Belgio (Fiandre)  | 52                |
| Belgio (Vallonia) | 83                |
| Canada            | 37                |
| Croazia           | 12                |
| Grecia            | 49                |
| Irlanda           | 27                |
| Italia            | 70                |
| Lituania          | 46                |
| Portogallo        | 129               |
| Regno Unito       | 37                |
| Repubblica Ceca   | 68                |
| Slovacchia        | 74                |
| Stati Uniti       | 40                |
| Svizzera          | 57                |